# Salsa agridulce

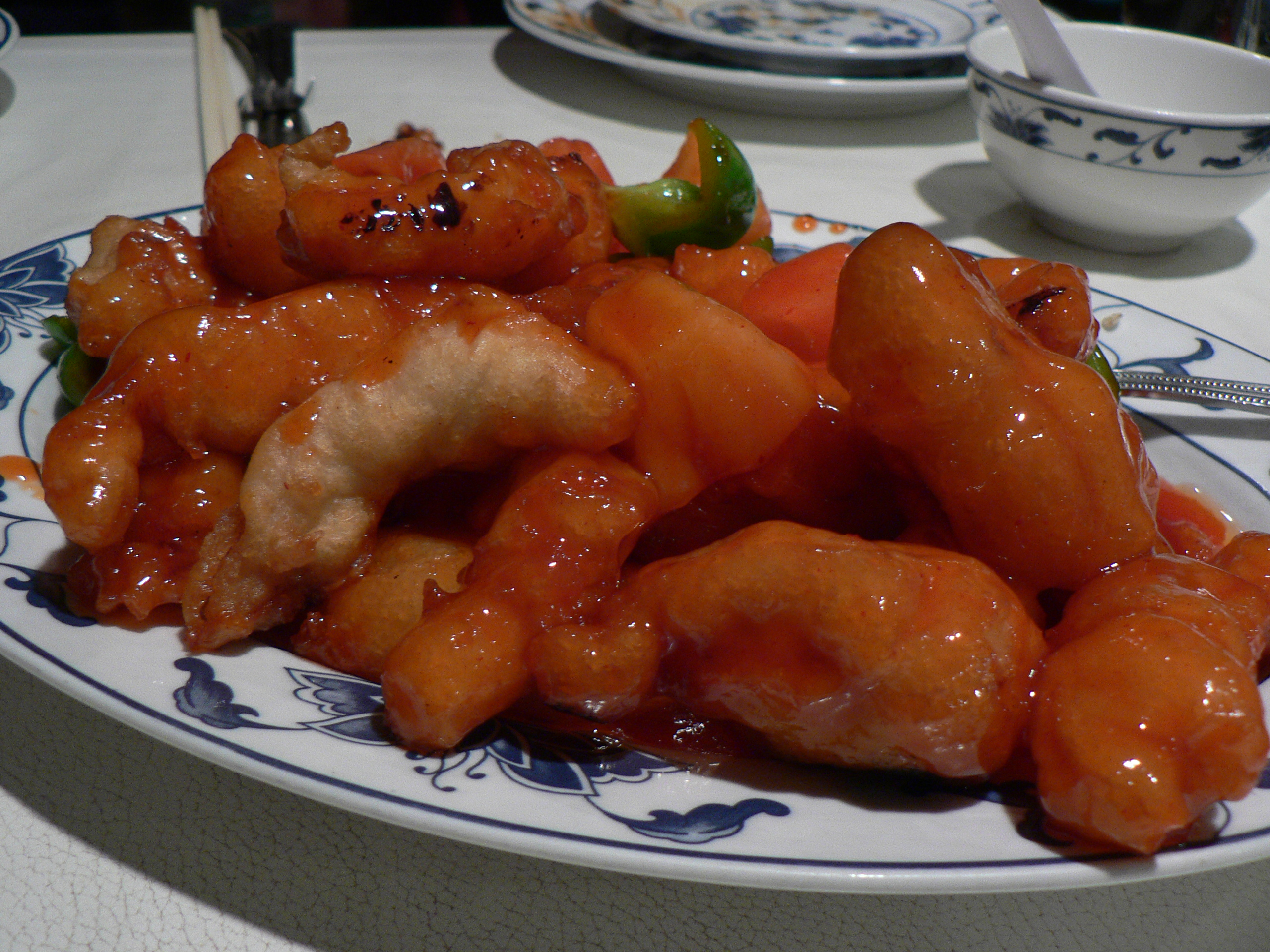
Pechuga en salsa agridulce.

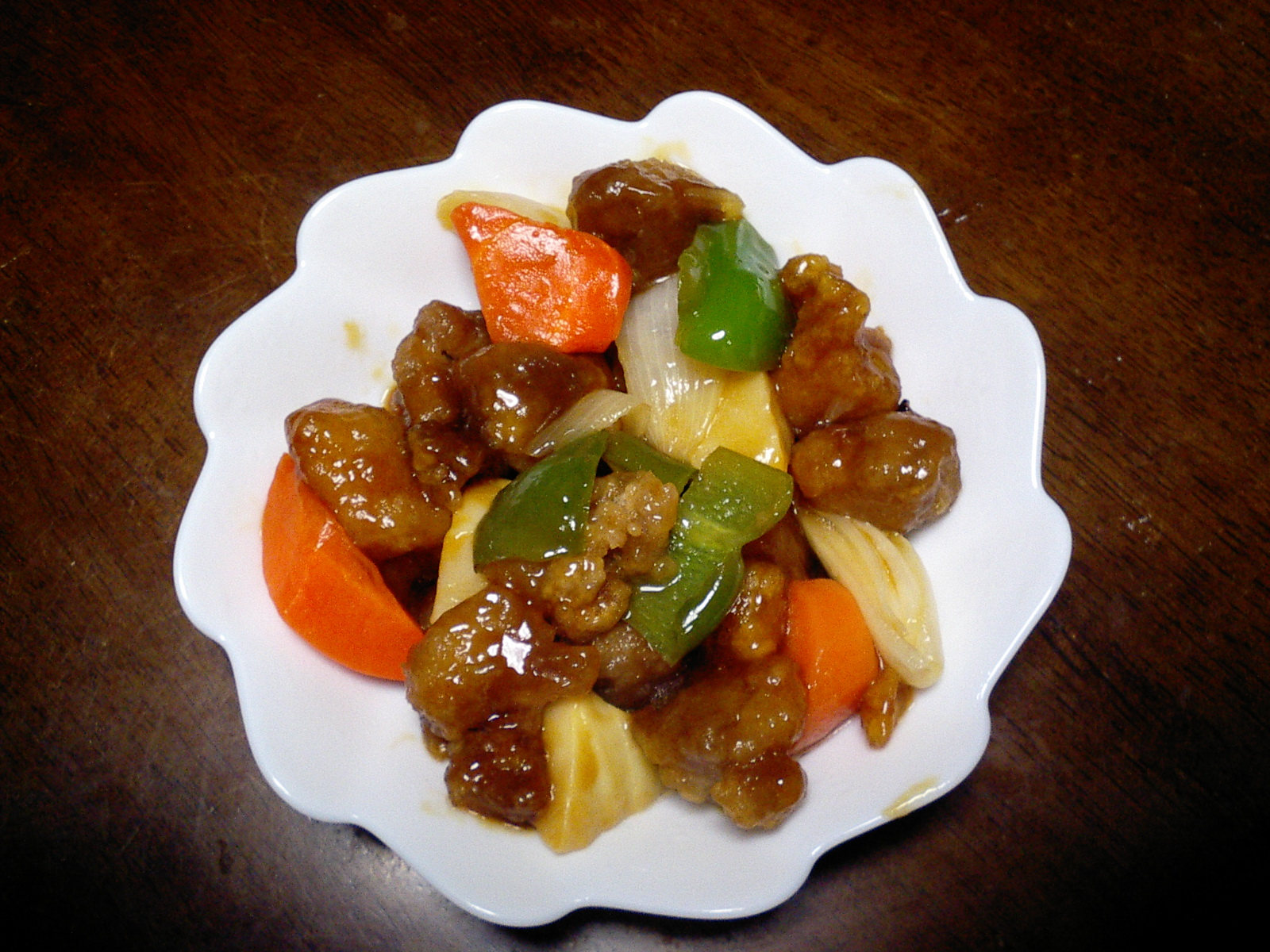
Cerdo agridulce.

La salsa agridulce se trata de un hiperónimo que se refiere a diversos tipos de salsas que mezclan los sabores ácido y dulce. Se asocia mayoritariamente a la cocina china, lugar donde fue inventada, aunque a día de hoy se encuentra como ingrediente en diversas cocinas estadounidenses y europeas.
En el Perú, a la salsa agridulce se le denomina «salsa de tamarindo» aunque realmente no lleve tamarindo.

## Características

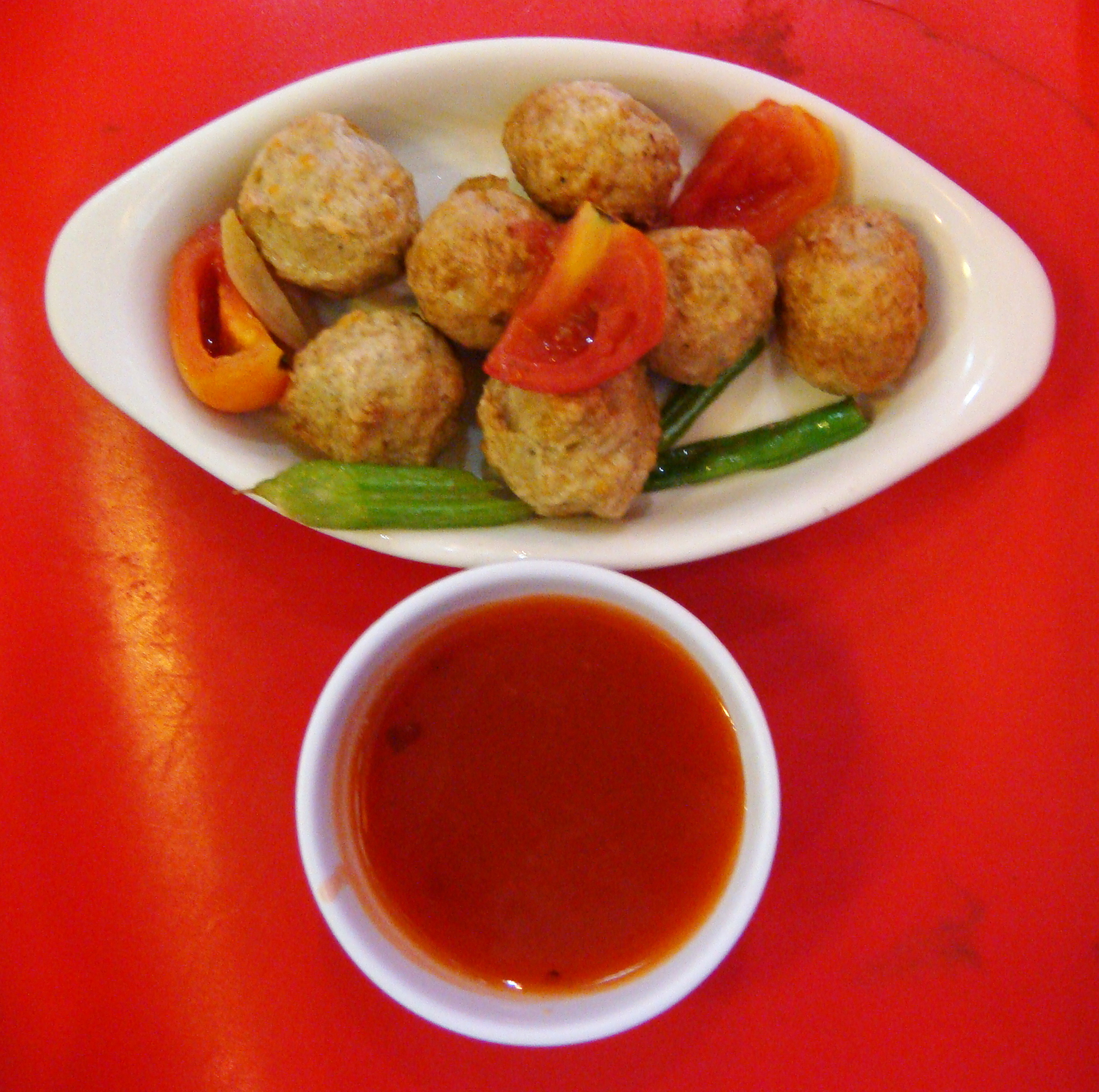
Bolas de Bid-bid (Elops affinis) agridulces.

Algunos cocineros mencionan que la salsa picante original proviene de la provincia China de Hunan pero la salsa en esta área es de bajo contenido en vinagre y azúcar y no hace posible recordar a la mayoría de los chinos que viven por esos lugares que sea denominada agria y dulce. En muchos lugares de China se emplean salsas que combinan los dos sabores básicos y se emplean como salsas para mojar con platos de carne, en vez de cocinar con ella tal y como se hace en las cocinas occidentales. Este estilo de empleo de salsas es muy popular entre los chinos que toman platos de carne tales como chilli y soja para las gambas y aceite y ajo para los platos de ganso. Existen sin embargo algunos platos de la cocina cantonesa Gu lo yuk (Cerdo agridulce) o Loong har kow (bolas de cangrejo agridulces) en las que la carne se prepara y se cocina en salsa en un wok antes de ser servidas.
No todos los platos de esta salsa se cocinan de la misma forma, como la 'ensalada de frutas agridulce' que procede de las regiones occidentales de China y que se encuentra frecuentemente en la cocina china. Este plato combina una ensalada que aúna verduras tales como el pepino, el tomate, los pimiento y las cebollas, en una mezcla con piña, vinagre y azúcar que se sirve fría.
En el Perú, donde los restaurantes de cocina cantonesa son bastante comunes, a la salsa agridulce se le denomina «salsa de tamarindo» debido a que los primeros inmigrantes chinos usaron este fruto para sustituir al vinagre en la preparación de sus comidas, pues el que se vendía en dicha época solía estar adulterado o tenía muy baja calidad. Actualmente se prepara de la forma original, sin embargo, aún se le conoce con esta denominación por costumbre aunque no lleve realmente tamarindo.

## Ingredientes
Los ingredientes empleados en la cocina china varían de unas regiones a otras, y también de los usados en la cocina occidental; en China tradicionalmente las salsas agridulces se elaboraban mezclando miel o azúcar con un líquido ácido como el Shao Hsing (vinagre de arroz), salsa de soja, tomate, apio, diversas especias como jengibre y clavos y sal. A veces se emplea una pasta elaborada de tomate pero esto se centra más en las cocinas occidentales.
La salsa cantonesa agridulce es la que se conoce en occidente como la salsa del cerdo agridulce.  Los chefs de Hong Kong, Leung King, incluyen sus propios ingredientes para hacer la salsa dulce y agria: vinagre de arroz blanco, sal, caramelo chino (Mandarín: bing pían tang), kétchup, salsa Worcestershire, y salsa soja oscura (Mandarín: lao chou).